# Naussac (Aveyron)
Naussac település Franciaországban, Aveyron megyében. Lakosainak száma 414 fő (2022. január 1.). Naussac Capdenac-Gare, Drulhe, Peyrusse-le-Roc, Salles-Courbatiès, Causse-et-Diège és Sonnac községekkel határos.

## Népesség
A település népessége az elmúlt években az alábbi módon változott:
| Lakosok száma | 312  | 338  | 323  | 311  | 356  | 366  | 373  | 370  | 373  | 414  |
|               | 1968 | 1982 | 1990 | 2006 | 2013 | 2015 | 2017 | 2019 | 2020 | 2022 |